# ابدون پراتس
ابدون پراتس (انگلیسی: Abdón Prats؛ زادهٔ ۱۷ دسامبر ۱۹۹۲) بازیکن فوتبال اهل اسپانیا است.
از باشگاه‌هایی که در آن بازی کرده‌است می‌توان به باشگاه ورزشی تنریف، باشگاه ورزشی رئال مایورکا، و باشگاه فوتبال میراندس اشاره کرد.